# San Pedro de Urabá
San Pedro de Urabá es un municipio de Colombia, localizado en la subregión de Urabá al noroccidente del departamento de Antioquia. Limita al norte con el municipio de Arboletes, al sur con el municipio de Tierralta (Córdoba), al occidente con el municipio de Turbo y al oriente con el municipio de Valencia (Córdoba). Su cabecera dista 425 kilómetros de la ciudad de Medellín, capital del departamento de Antioquia. El municipio posee una extensión de 475 km² y una altura de 140 m s. n. m. en su cabecera municipal.

## Toponimia
Lleva el nombre de San Pedro en honor a su fundador Pedro Cuadrado. Se le agregó el segundo nombre “de Urabá” para distinguirlo de San Pedro de los Milagros, otro municipio de Antioquia. En alguna ocasión el poblado fue llamado El Pirú.

## Historia
Su nacimiento se produce en plena época de la violencia en el norte de Colombia. Se conoce que en 1948 ya comenzaban a desplazarse hacia el norte familias enteras huyendo de este flagelo, y varias llegaron a un sitio -conocido como "El Pirú" por los locales-, en las regiones boscosas en inmediaciones del río San Juan donde hoy se asienta el poblado. Descuajaron algo de selva y se asentaron en la región. Poco a poco fueron llegando más colonos tras las noticias de una buena economía que allí podría desarrollarse en razón de la riqueza de la zona.
El gobierno erigió en municipio a la población en el año de 1978, con el nombre actual de San Pedro de Urabá.

## División Político-Administrativa
| Veredas             | Barrios               | Corregiminetos |
| ------------------- | --------------------- | -------------- |
| Almagras            | Urabá                 | Arenas Monas   |
| Alto de Rosario     | Centro                | El Rayo        |
| Alto San Juan       | Zoila Lopez           | El Tomate      |
| Angostura           | Urb. Aeropuerto       | Santa Catalina |
| Almagritas          | Urb. El Tesoro        | Zapindonga     |
| Arenas Monas        | Veracruz              | Las Pavas      |
| Betania             | 16 De Mayo            | Los Almendros  |
| Botella de Oro      | San Antonio           | Alto Rosario   |
| Buenavista          | Alfonso Lopez         |                |
| Caiman              | Pueblo Nuevo          |                |
| San Pablo           | El Nogal              |                |
| Cantagallo          | Urb. Villa Esperanaza |                |
| Caracolí            | El Portal             |                |
| El Cano             | El Pirú               |                |
| El Playón           | Camilo Torres         |                |
| El Pozón            | El Prado              |                |
| El Pueblito         | Brisas de Urabá       |                |
| El Tomate           | Los Álamos            |                |
| El Zumbido          | Las Palmas            |                |
| Filo Pancho         |                       |                |
| Guartinajo          |                       |                |
| La Cabaña           |                       |                |
| La Ceiba            |                       |                |
| La Florida          |                       |                |
| La Nevada           |                       |                |
| La Rosita           |                       |                |
| La Rula             |                       |                |
| Las Pavas           |                       |                |
| Los Almendros       |                       |                |
| Los Burros          |                       |                |
| Macondo             |                       |                |
| Mayupa              |                       |                |
| Molinillo           |                       |                |
| Morroa              |                       |                |
| Palma de Vino       |                       |                |
| El Ají              |                       |                |
| El Brasil           |                       |                |
| El Caimán           |                       |                |
| Parcelas de Macondo |                       |                |
| Patio Bonito        |                       |                |
| Pelayito            |                       |                |
| Pirú                |                       |                |
| Pollo Flaco         |                       |                |
| Quebrada Del Medio  |                       |                |
| Ralito              |                       |                |
| San Antonio         |                       |                |
| San Juancito Abajo  |                       |                |
| San Juancito Arriba |                       |                |
| San Miguel          |                       |                |
| Santa Catalina      |                       |                |
| Santa Rosa          |                       |                |
| Tacanal             |                       |                |
| Tatono              |                       |                |
| Tinajón             |                       |                |
| Tio Docto           |                       |                |
| Trementino          |                       |                |
| Tres Esquinas       |                       |                |
| Zapindonga          |                       |                |
| Zapindonga Arriba   |                       |                |

## Generalidades
- Fundación, 1956
- Erección en municipio, 1978
- Fundadores, Pedro, Agustín y Octavio Cuadrado.

Posee comunicación por carretera con los municipios de Turbo, Necoclí Arboletes y Montería.
Posee zonas protectoras de reservas forestales. Una, al sur, donde nace el río San Juan, es considerada zona protectora de la selva subandina de gran diversidad biológica y muy vulnerable. Se conforma entre colinas alineadas norte-sur.
Otra de estas zonas se conoce con el nombre de “Bosque Protector”. Está localizada en la vereda Macondo. Por último, una tercera zona protectora es el complejo cenagoso de las ciénagas de Macondo, Pili y El Faro, que incluye además los humedales de las veredas La Ceiba, Patio Bonito y Betania.
En este distrito todavía en la actualidad, conviven algunas comunidades indígenas con afrodescendientes y mestizos.

## Demografía
Población Total: 30 932 hab. (2018)
- Población Urbana: 12 494
- Población Rural: 18 438

Alfabetismo: 80.2% (2005)
- Zona urbana: 85.5%
- Zona rural: 76.5%

### Etnografía
Según las cifras presentadas por el DANE del censo 2005, la composición etnográfica del municipio es: 
- Mestizos & blancos (92,1%)
- Afrocolombianos (6,8%)
- Indígenas (1,1%)

## Economía
- Agricultura: Maíz, Arroz, Yuca, Fríjol, Algodón, Cacao, Coco, Ajonjolí, Papa, Plátano, Frutales
- Piscicultura tradicional
- Ganadería vacuna
- Minería
- Comercio
- Artesanías: como en toda la región circundante, con la hoja del plátano fabrican canastos, sombreros, hamacas y esteras tejidas.

## Fiestas
- Las Corralejas en marzo
- Fiestas de San Pedro y San Pablo los 29 de junio
- El 16 de julio, las Fiestas de la Virgen del Carmen
- Semanas Culturales en noviembre
- semana de la juventud Eventos Deportivos culturales, desafió y festividad en agosto - septiembre

## Instituciones Educativas
El municipio cuenta con cuatro (4) Instituciones Educativas: 
- Institución Educativa Camilo Torres
  - Sede Central
  - Sede Hernandez Castillo
  - Sede Zoila Lopez
  - Sede El Caño
- Institución Educativa Santa Catalina
- Institución Educativa Antonio Nariño
- Institución Educativa San Pedro de Urabá
  - Sede Brisas
  - Sede Policarpa
  - Sede Central

.

## Gastronomía
Se ofrecen muchas preparaciones frutales, entre ellas maracuyá y papaya. Además, pescado en diversas presentaciones. Esta comunidad también ofrece, por su carácter costeño, el arroz con coco, el ñame, y la yuca frita o asada. Sus restaurantes también ofrecen la cocina del "interior" o zona paisa del departamento, como la internacionalmente famosa bandeja paisa.

## Sitios de interés
- Iglesia parroquial de San Pedro Apóstol
- Museo histórico, donde se exponen interesantes piezas aborígenes indígenas de la región.
- Salto El Ají
- Centro recreativo Aguas Claras
- Balneario natural Aguas Prietas
- Iglesia presbiteriana central El Nazareno
- Estadero Buenavista
- Quebrada la bara

## Patrimonio natural
- El Volcán de Lodo, situado en los límites con el municipio de Arboletes;
- Quebrada Aguas Claras;
- Reserva Natural Macondo.
- Quebrada la Bara